# Marigot (Saint-Martin)
Pour les articles homonymes, voir Marigot.
 (janvier 2020).
Si vous disposez d'ouvrages ou d'articles de référence ou si vous connaissez des sites web de qualité traitant du thème abordé ici, merci de compléter l'article en donnant les références utiles à sa vérifiabilité et en les liant à la section « Notes et références ».
Marigot est la plus grande ville de la partie française de l'île de Saint-Martin, dans les Antilles, dont elle est le chef-lieu puisque l'hôtel de la collectivité, l'hôtel de préfecture de Saint-Barthélemy et Saint-Martin, ainsi que la plupart des administrations et services y sont localisées.

## Géographie
Marigot est située sur la côte occidentale de l'île de Saint-Martin. Elle s'étend entre la côte, à l'ouest, le long de la baie de Marigot, et les collines de l'intérieur de l'île, à l'est. Au sud-ouest, elle est limitée par le Grand Étang de Simpson Bay.
Différents quartiers composent Marigot : Agrément, Hameau-du-Pont, Galisbay, Concordia, Sandy-Ground, Saint-James et Bellevue.

## Toponymie
Marigot doit son nom aux nombreux marécages, appelés des « marigots », que l'on trouvait autrefois à l'emplacement du bourg.

## Histoire
Le bourg de Marigot a connu une expansion rapide au cours du XVIIIe siècle grâce à la production de la canne à sucre et est devenu la capitale de la partie française.
Le front de mer a été aménagé en une promenade qui part de la Marina Fort Louis et qui va jusqu’au cimetière, en passant par le marché au vent.

## Administration
Marigot n'a pas le statut de commune, mais est le chef-lieu de la collectivité de Saint-Martin, puisque l'hôtel de la collectivité s'y trouve, ainsi que l'ensemble des services publics administratifs tels que l'hôtel de préfecture de Saint-Barthélemy et Saint-Martin.

## Économie
Marigot est devenu une zone de commerce détaxé et joue la carte du luxe et de la mode « à la française », car le bourg profite de son statut de port franc. Les boutiques de luxe côtoient de petites boutiques, essentiellement tenues par des Indiens, des Chinois et des Saint-Martinois.

## Lieux et monuments
- Le Fort Louis qui domine la baie de Marigot et la ville de Marigot.
- La rue de la République : une des artères principales de Marigot qui a conservé ses façades d’habitat traditionnel datant du XIXe siècle.
- L'église Saint-Martin-de-Tours, construite en 1941.
- Le pont de Durat, construit en 1789.
- La plantation de Saint-Jean, ancienne plantation aujourd'hui en ruines, située à la sortie de Marigot.
- Le musée de Saint-Martin.
- Le marché.

## Personnalités liées
- Lydia Lawrence, chanteuse de zouk, y est née.

## Galerie

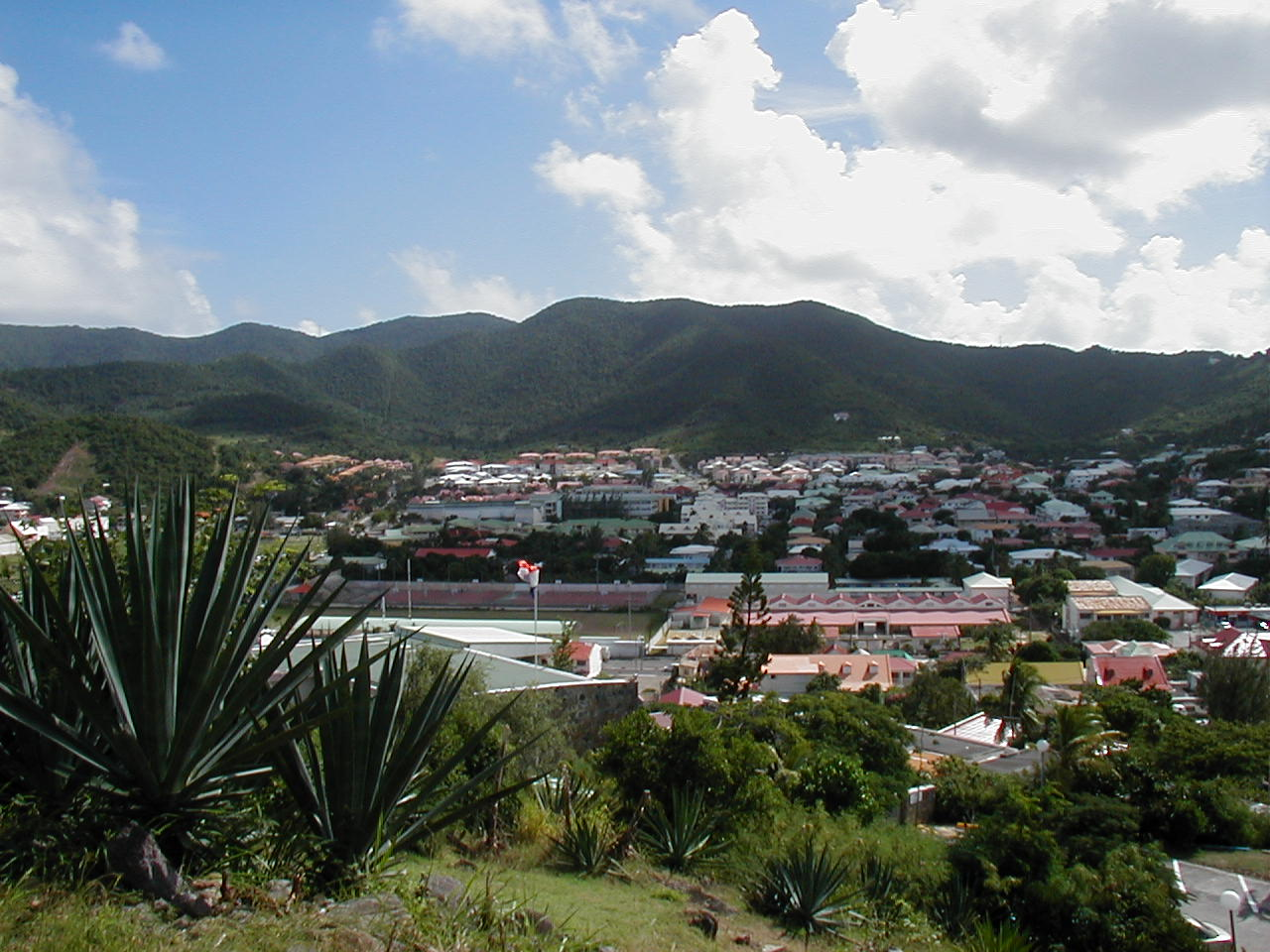
Marigot
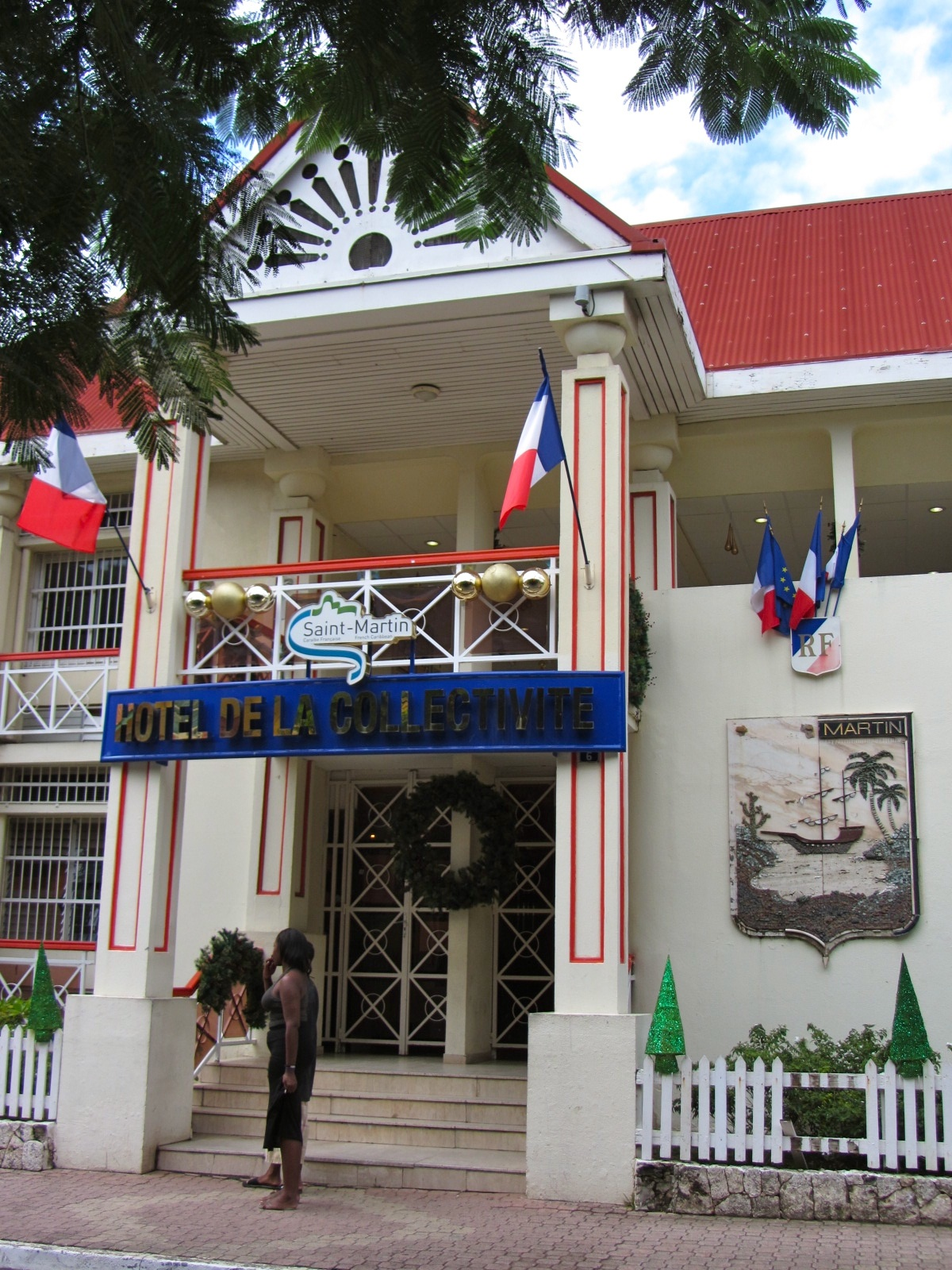
Hôtel de la Collectivité
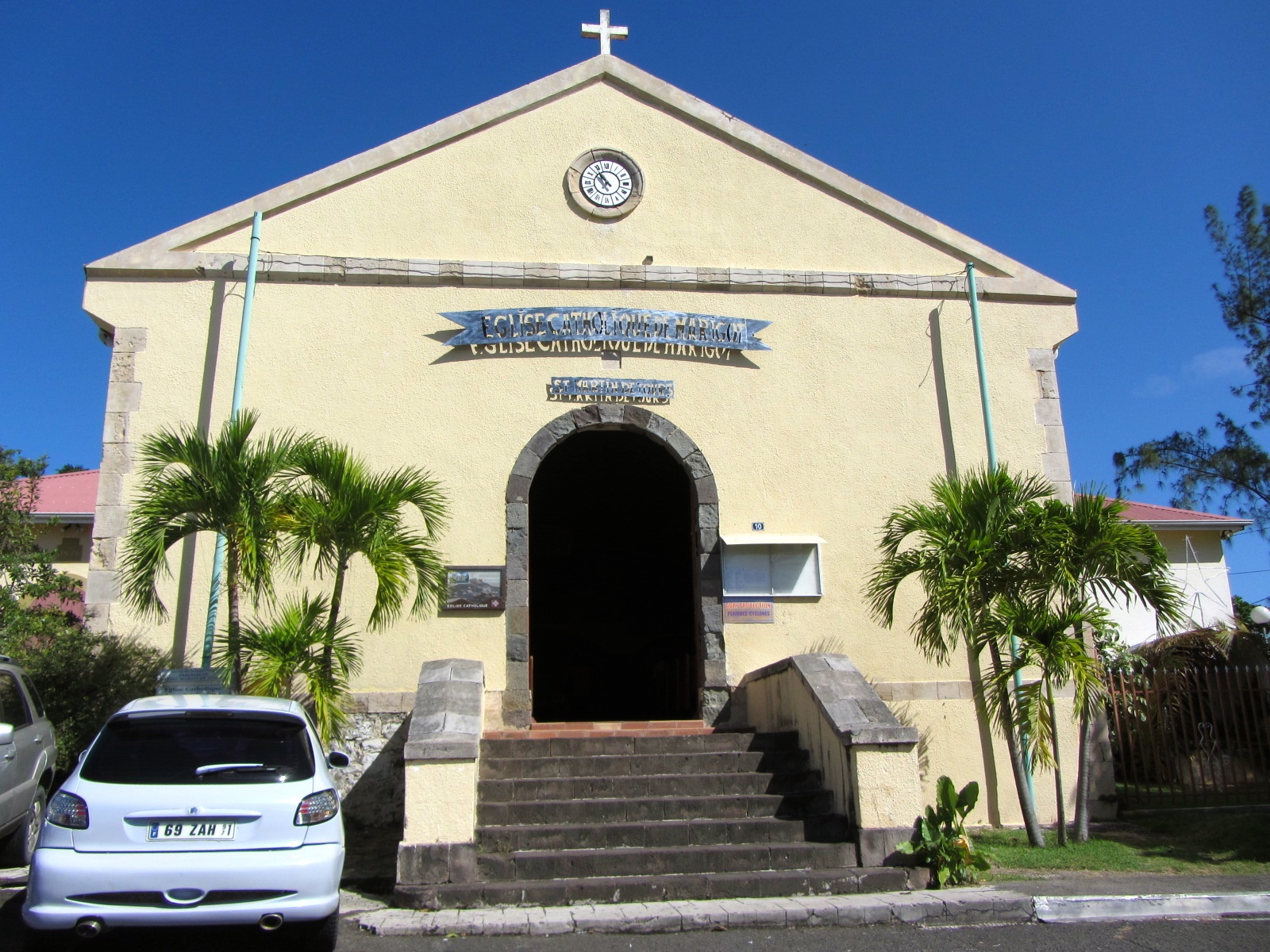
Église catholique de Marigot
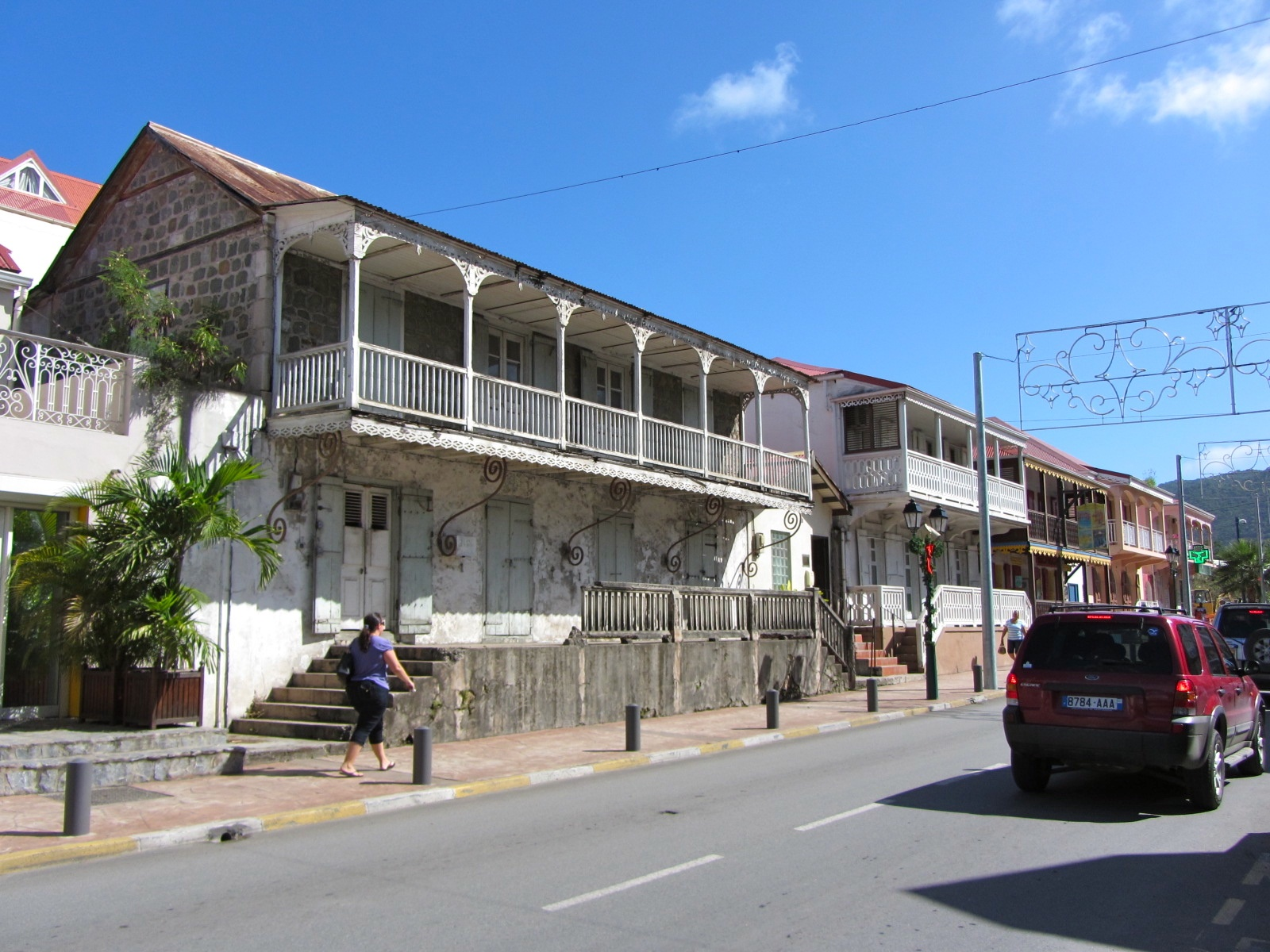
Rue de la République
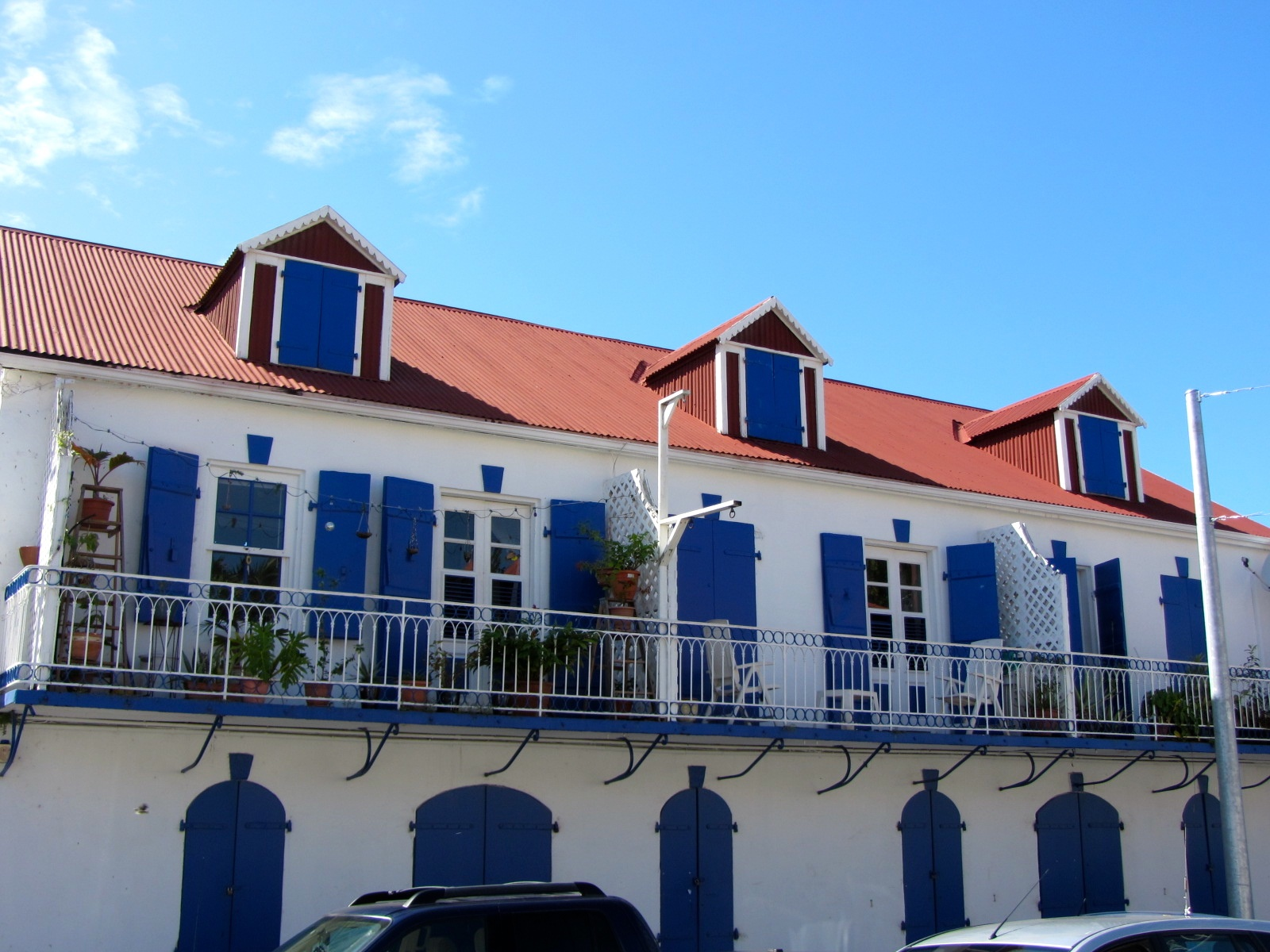
Maison ancienne
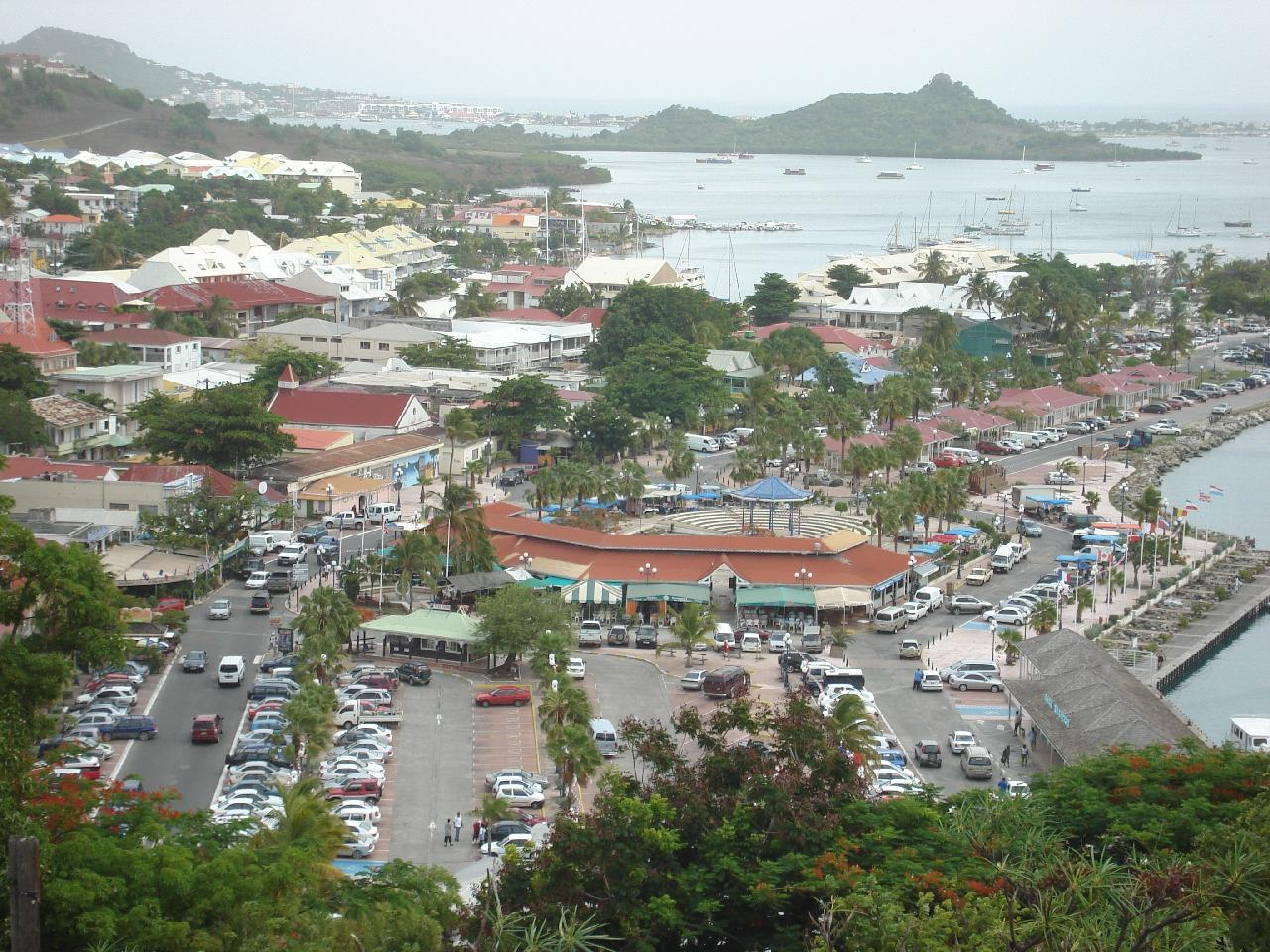
La place du marché vue du Fort Louis
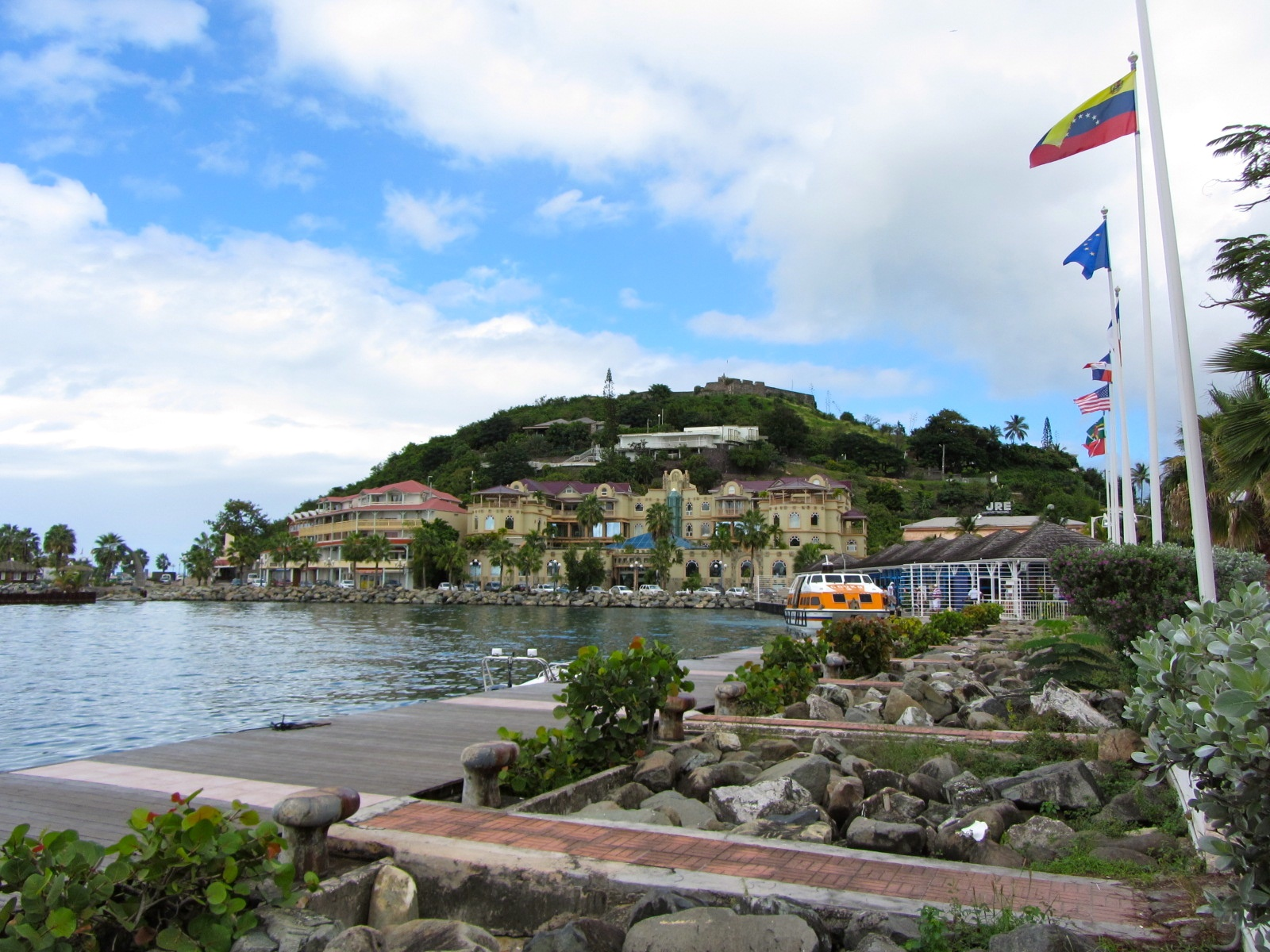
La baie de Marigot
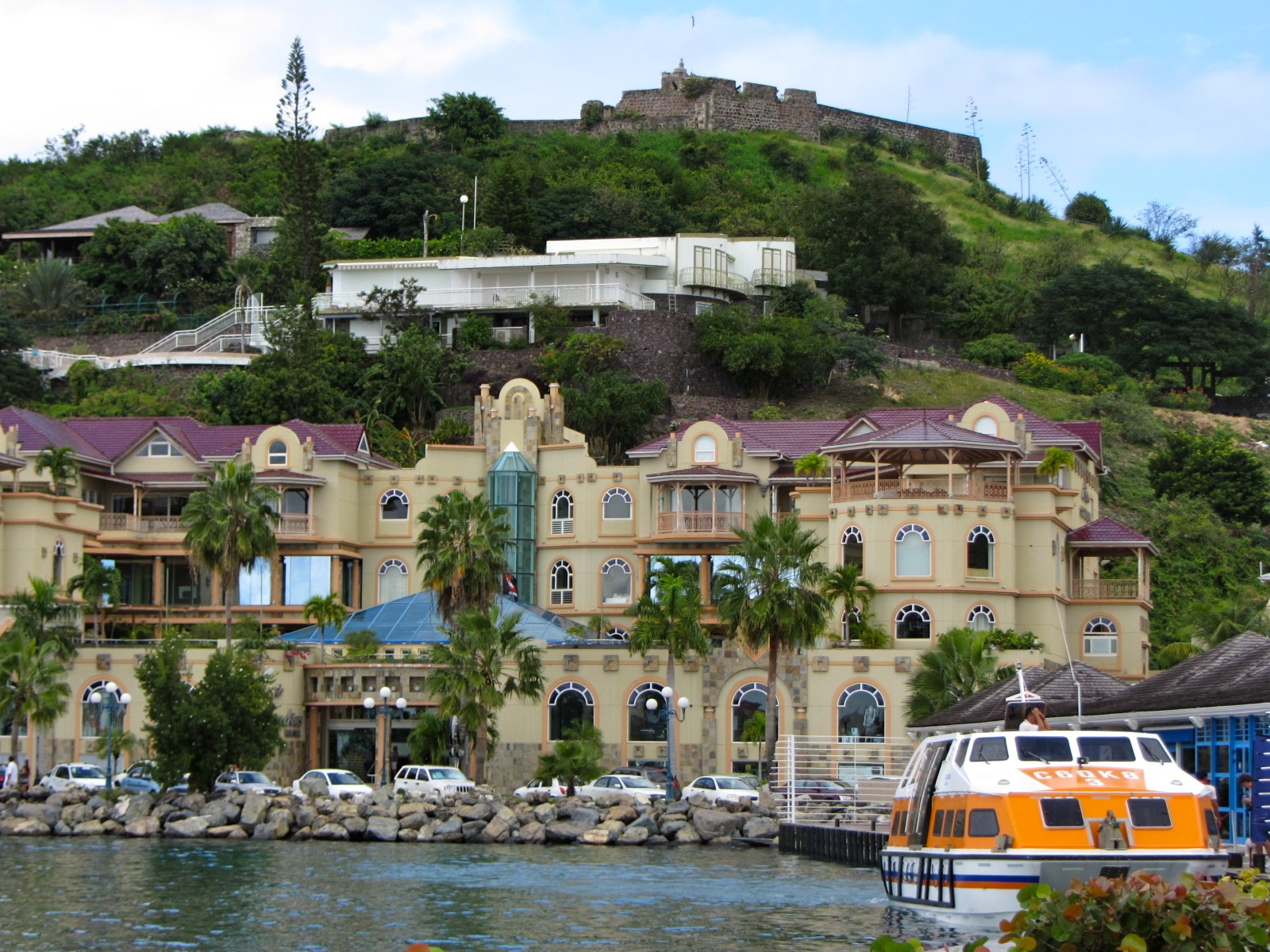
West Indies Mall avec le Fort Louis